# Quân Cờ Trắng
Quân Cờ Trắng (白旗軍, Hán Việt: Bạch Kỳ quân) là một đảng cướp thổ phỉ, có nguồn gốc từ tàn quân của phong trào Thái Bình Thiên Quốc (Trung Quốc) kéo sang Việt Nam từ giữa thập kỷ 1860. Đội quân dùng hiệu kỳ màu trắng để phân biện với quân Cờ Đen và quân Cờ Vàng, thường xuyên tổ chức cướp phá, bách hại dân chúng. Tháng 2 năm 1868, triều đình Huế đã cùng Quân Cờ Đen diệt Quân Cờ Trắng.